# Александр Аверманович Ливер
Дмитрий Вячеславович Тихонов (сценический псевдоним — Александр Аверманович Ливер; род. 6 августа 1964, Владивосток) — русский оперный певец и рок-певец, участник группы «Н.О.М.», автор-исполнитель, вокалист Женевской оперы (бас, обладатель баса-профундо).

## Биография
В детстве переехал в город Пушкин Пушкинского района Ленинграда. Работал инженером. В 1987 году вместе с Андреем Кагадеевым основал группу «Н. О. М.». В группе выполнял роль клавишника, одного из основных композиторов и второго вокалиста. Отличаясь артистизмом, играл основную роль в кинопостановках группы «Н. О. М.». С 1996 года живёт в Швейцарии, в Женеве, является гражданином Франции, выступает в женевской «Гранд-опера́». Регулярно участвует в концертах русской музыки в Швейцарии в качестве октависта. Продолжает активное сотрудничество с группой «Н. О. М.». Осуществляет сольную карьеру. Автор ряда публикаций в стихах и прозе.
Помимо музыкальной деятельности также участвовал в ряде кинопроектов. Дебют в кино — роль в массовке в фильме Сергея Бондарчука «Красные колокола». В 1993 году пробовался на роль Маяковского в киноленте «Циники» режиссёра Дмитрия Месхиева, в том же 1993 году снялся в киноленте Александра Бурко «Мсье Робина» также в роли Маяковского. Снимался в главных ролях во всех основных фильмах студии «НОМфильм», в том числе «Жбан дурака», «Пасека», «Фантомас снимает маску», Звёздный ворс», «Птицеферма».

## Сольная дискография
Альбомы
1. «Несколько оригинальных мелодий» (1998)
2. «Картонные песенки» (1999)
3. «What A Wonderful Liver» (2000)
4. «Песни забытых композиторов» (2001)
5. «Жбан дурака (музыка к одноименному кинофильму)» (2001)
6. «Пасека (музыка к фильму)» (2002)
7. «Проффессионнал» (2003)
8. «Песни заграничных композиторов» (2007)
9. «Песни русскоязычных композиторов» (2008)
10. «Каникулы в опере» (2013)
11. «Песни цыганских композиторов» (2016)
12. «Серенады свинопасов Планеты» (2019)

Участие в других проектах
- «Жбан дурака» (музыка к одноимённому кинофильму) (2001)
- Фильм «Пасека» (2002) — музыка к фильму и роль пасечника Щукрая
- «Ш3 / Шансон с человеческим лицом» (2003) — участие в сборнике
- «Хармс» (2022) — участие в записи альбома группы «Були для бабули» на стихи Д. Хармса

## Фильмография
| Год  |   | Название                 | Роль              |
| ---- | - | ------------------------ | ----------------- |
| 1993 | ф | «Осечка»                 | матрос-инструктор |
| 1994 | ф | «Мсье Робина»            | Маяковский        |
| 2001 | ф | «Жбан дурака»            | дядя Дима         |
| 2002 | ф | «Пасека (фильм)»         | пасечник Щукрай   |
| 2007 | ф | «Фантомас снимает маску» | Филипп            |
| 2011 | ф | «Звёздный ворс»          | Цифион            |

## Личная жизнь
В 1996 году женился на француженке, тур-менеджере группы НОМ. Некоторое время жил в Нанте, затем переехал в город Вилль-ля-Гранд недалеко от Женевы.
Придерживается консервативных взглядов.